# Arabis pangiensis
Arabis pangiensis är en korsblommig växtart som beskrevs av George Watt. Arabis pangiensis ingår i släktet travar, och familjen korsblommiga växter. Inga underarter finns listade i Catalogue of Life.